# Escolas de arquitetura da Espanha

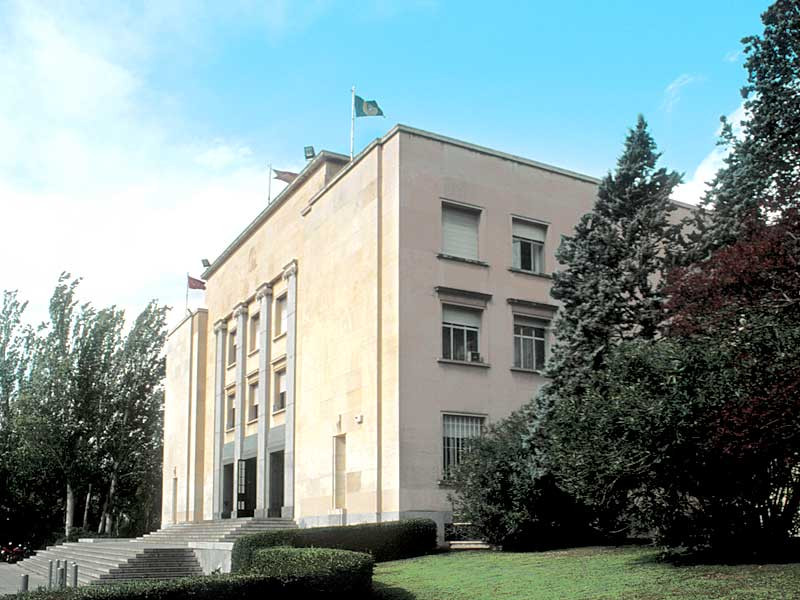
Escola Técnica Superior de Arquitetura de Madri.

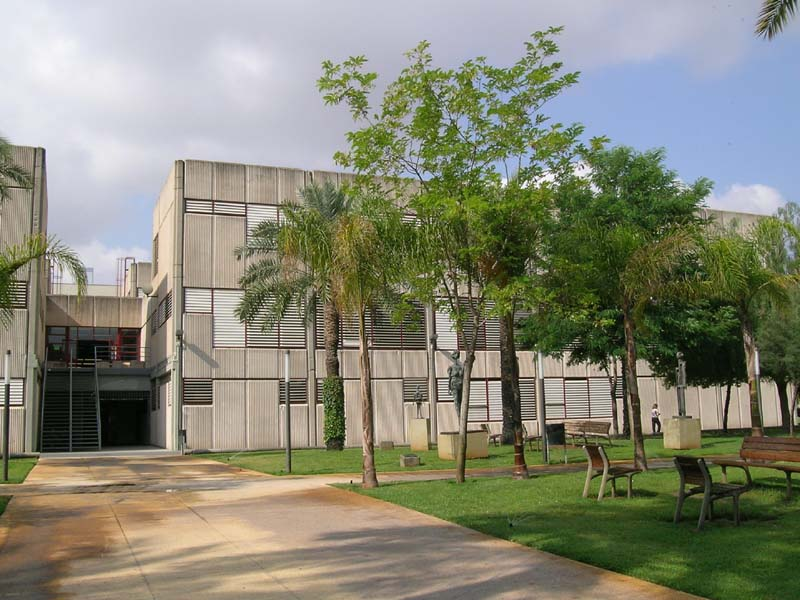
Escola Técnica Superior de Arquitetura de Valencia.

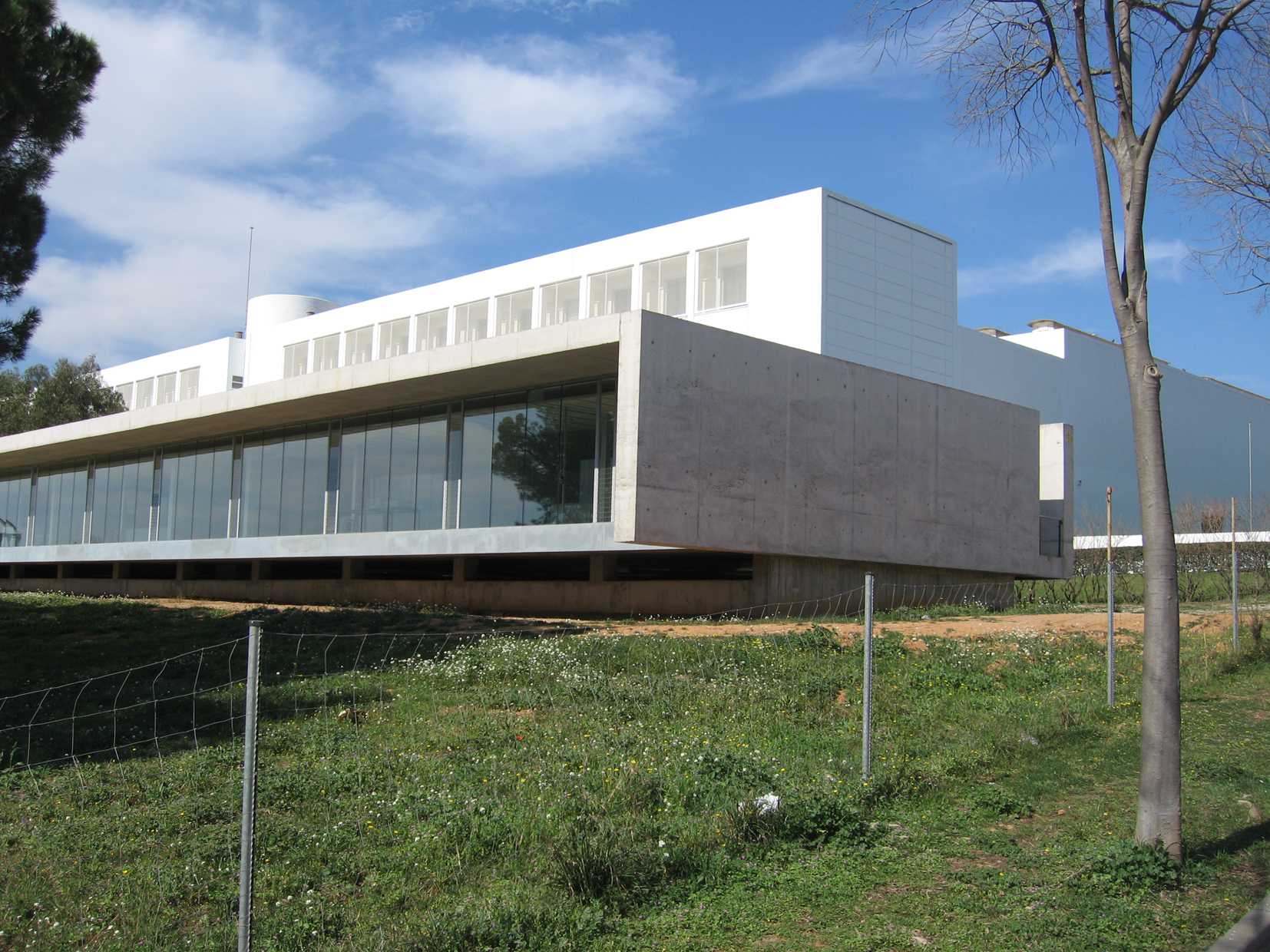
Escola Técnica Superior de Arquitetura del Vallés.

Nas universidades públicas espanholas, a denominação Escola Técnica Superior de Arquitetura se refere a um centro no qual se cursam os estudos que conduzem ao título de Arquiteto.
| Nome                               | Universidade                               | Ano de criação                    | Website oficial |
| ---------------------------------- | ------------------------------------------ | --------------------------------- | --------------- |
| Centro Politécnico Superior (CPS)  | Universidade de Zaragoza                   | 1974 (o centro) 2008 (os estudos) | Web oficial     |
| ETSA de Alcalá de Henares          | Universidade de Alcalá                     | 1999                              | Web oficial     |
| ETSA de Alicante                   | Universidade de Alicante                   | 1984                              | Web oficial     |
| ETSA de Barcelona                  | Universidade Politécnica de Cataluña       | 1961                              | Web oficial     |
| ETSA de Gerona                     | Universidade de Gerona                     | 1973                              | Web oficial     |
| ETSA de Granada                    | Universidade de Granada                    | 1995                              | Web oficial     |
| ETSA de La Coruña                  | Universidade de La Coruña                  | 1982                              | Web oficial     |
| ETSA de Las Palmas de Gran Canaria | Universidade de Las Palmas de Gran Canaria | 1973                              | Web oficial     |
| ETSA de Madrid                     | Universidade Politécnica de Madrid         | 1844                              | Web oficial     |
| ETSA de Málaga                     | Universidade de Málaga                     | 1972                              | Web oficial     |
| ETSA de Reus                       | Universidade Rovira i Virgili              | 1991                              | Web oficial     |
| ETSA del Vallés                    | Universidade Politécnica de Cataluña       | 1973                              | Web oficial     |
| ETSA de San Sebastián              | Universidade del País Vasco                | 1977                              | Web oficial     |
| ETSA de Sevilla                    | Universidade de Sevilla                    | 1967                              | Web oficial     |
| ETSA de Valencia                   | Universidade Politécnica de Valência       | 1966                              | Web oficial     |
| ETSA de Valladolid                 | Universidade de Valladolid                 | 1968                              | Web oficial     |